# Palacete de Santiago Ramón y Cajal
El Palacete De Santiago Ramón y Cajal, es un inmueble de la ciudad española de Madrid, situado en el número 64 de la Calle de Alfonso XII. Debe su nombre a Santiago Ramón y Cajal, que habitó la vivienda durante más de 20 años, desde 1911 hasta su fallecimiento en 1934.

## Historia
El edificio fue proyectado por el arquitecto Julio Martínez-Zapata en el año 1911, siendo posteriormente ampliado en 1918 por Ricardo García Guereta.
El palacete estuvo abandonado durante varios años hasta que finalmente fue comprado por el empresario colombiano Óscar Pedraza. A partir de 2017, se acometieron obras de reforma para dividir el edificio en siete viviendas de lujo con garaje robotizado. Solo se conservó la fachada, que fue limpiada, ya que el interior fue remozado totalmente.

## Galería

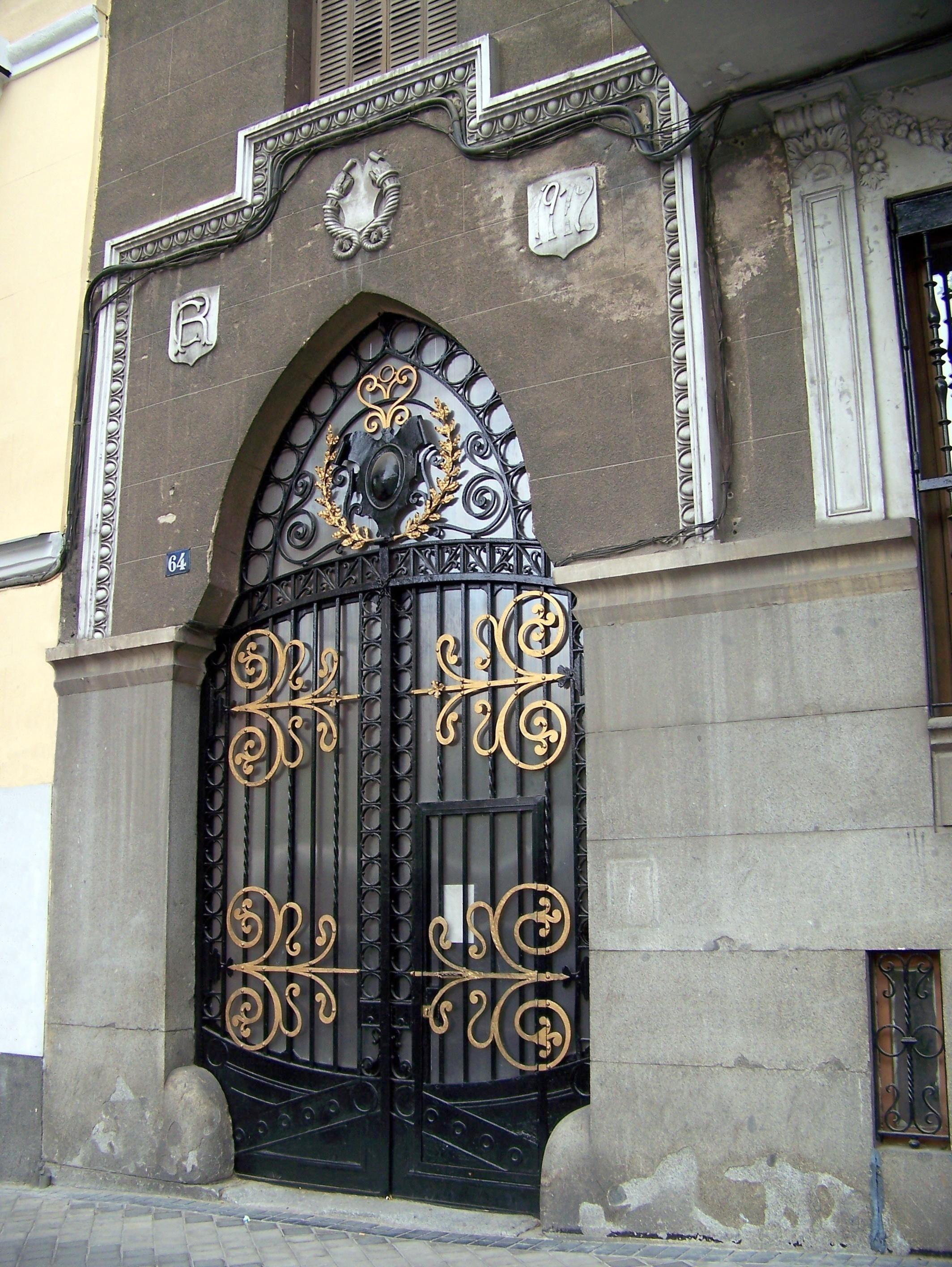
Estado del portal antes de la reforma de 2017
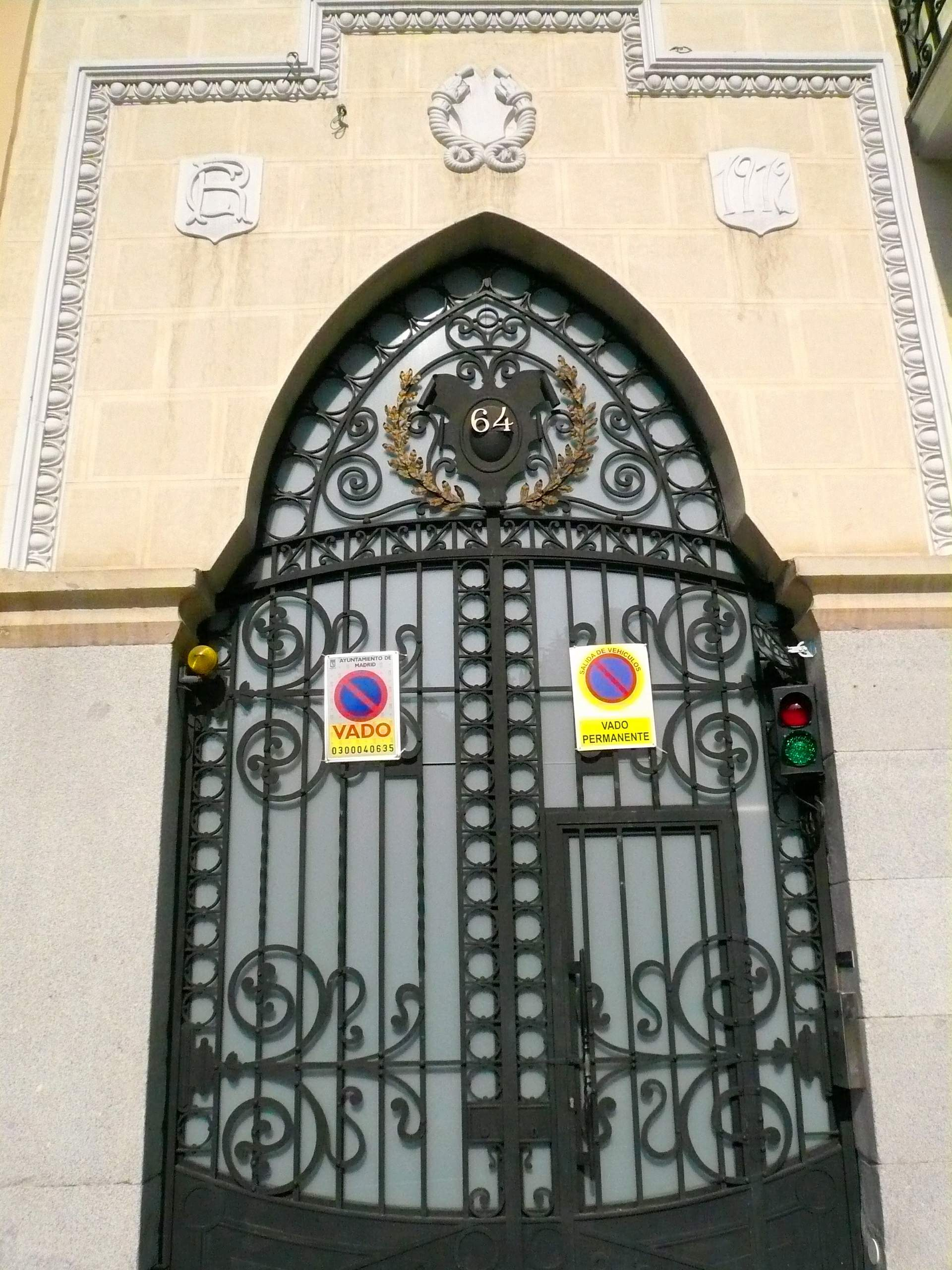
Estado del portal tras la reforma
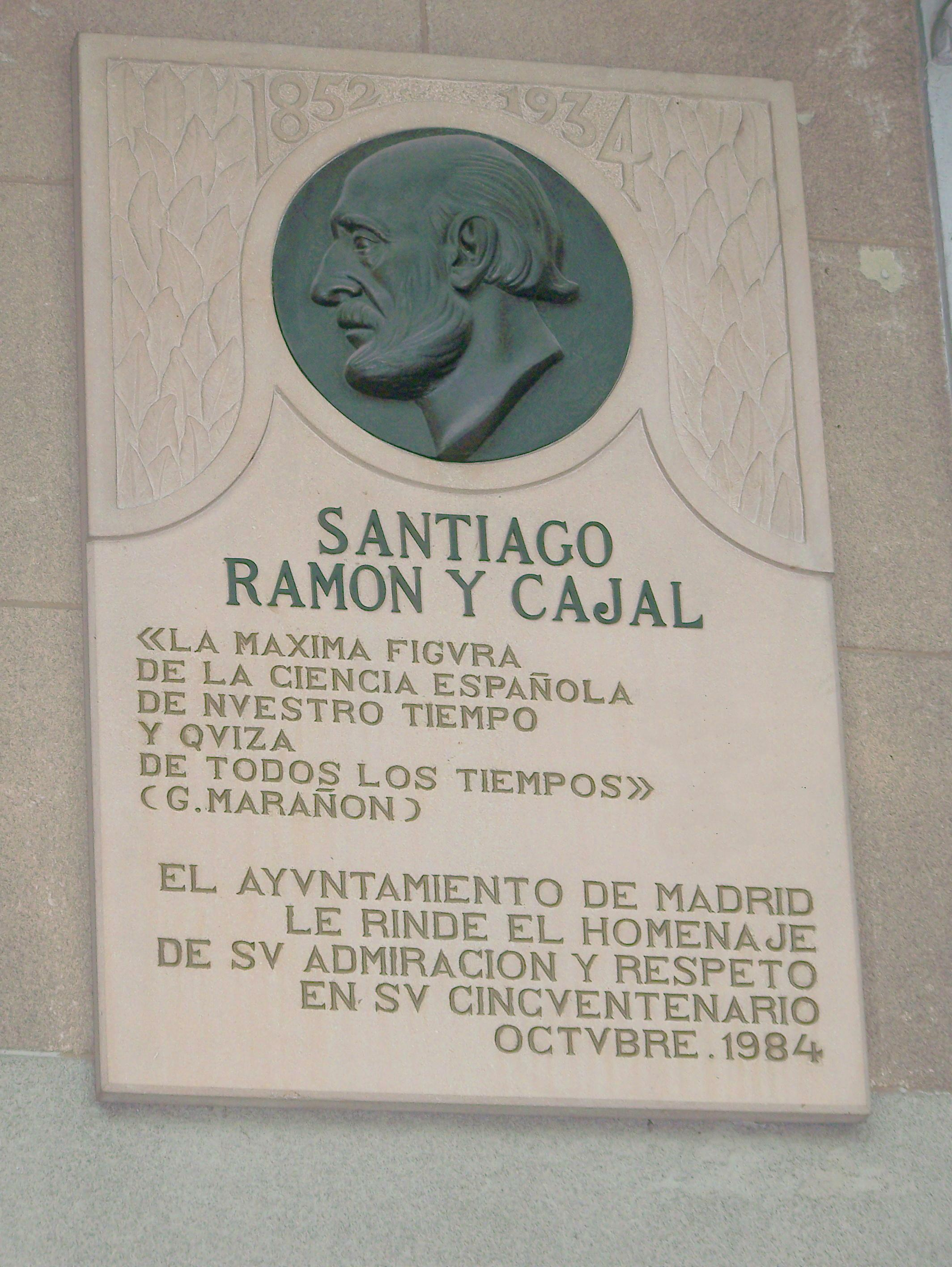
Placa conmemorativa